# CNH Industrial in Cina
Il gruppo CNH Industrial nato nel 2013 è presente in Cina sin dal 1986, con l'allora Fiat Group, tramite 5 società del gruppo, che occupano circa 4.000 dipendenti. 

## Storia

### Gruppo CNH Industrial
In seguito alla scissione del 2011 il settore dei veicoli industriali è stato conferito alla Fiat Industrial, dal 2013 fusasi nella CNH Global dando vita alla CNH Industrial.
Queste società industriali sono:
- Iveco tramite: 
  - Naveco creata nel 1986, per fabbricare veicoli commerciali Iveco leggeri e medi;
  - Saic-Iveco Hongyan Commercial Vehicle (SIH) creata nel 2006, per fabbricare la gamma pesante Iveco;
  - Saic Fiat Powertrain Hongyan (SFH)[1], creata nel 2007 per fabbricare motori e cambi per mezzi pesanti Iveco;
- New Holland Agriculture, per i trattori agricoli;
- FPT Industrial, per i motopropulsori.

### Gruppo FCA
Il settore automobile è invece rimasto alla Fiat S.p.A., dal 2014 fusasi nella Chrysler dando vita alla Fiat Chrysler Automobiles.